# Takashi Shoji
Takashi Shoji (født 14. september 1971) er en tidligere japansk fodboldspiller.
Han har spillet for flere forskellige klubber i sin karriere, herunder Montedio Yamagata og Oita Trinita.